# Мецаро (Бреша)
Мецаро је насеље у Италији у округу Бреша, региону Ломбардија.
Према процени из 2011. у насељу је живело 228 становника. Насеље се налази на надморској висини од 394 м.